# سفيري فيهن

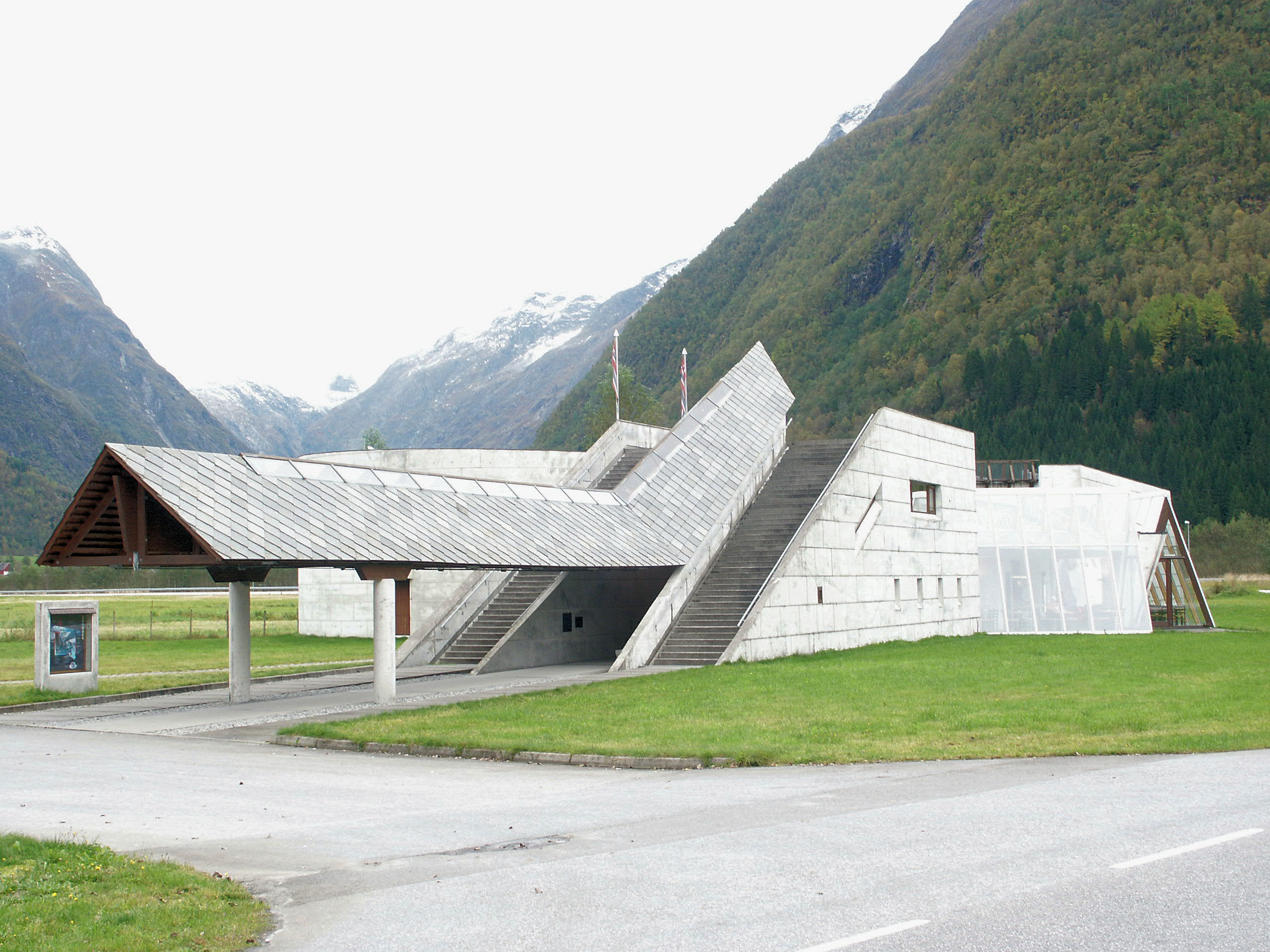
إحدى أعمال سفيري فيهن.

سفيري فين ((بالنرويجية: Sverre Fehn)‏؛ 14 أغسطس 1924 – 23 فبراير 2009) من أشهر المعماريين في النرويج.

## معرض صور

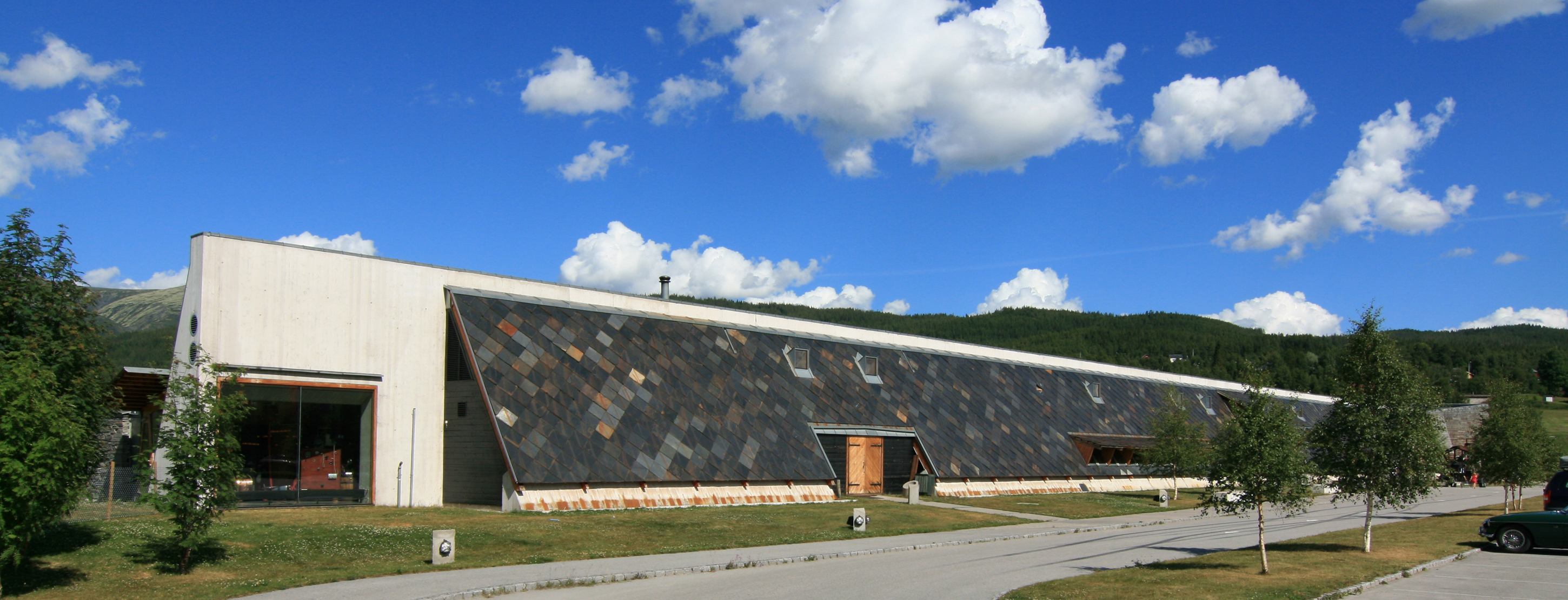
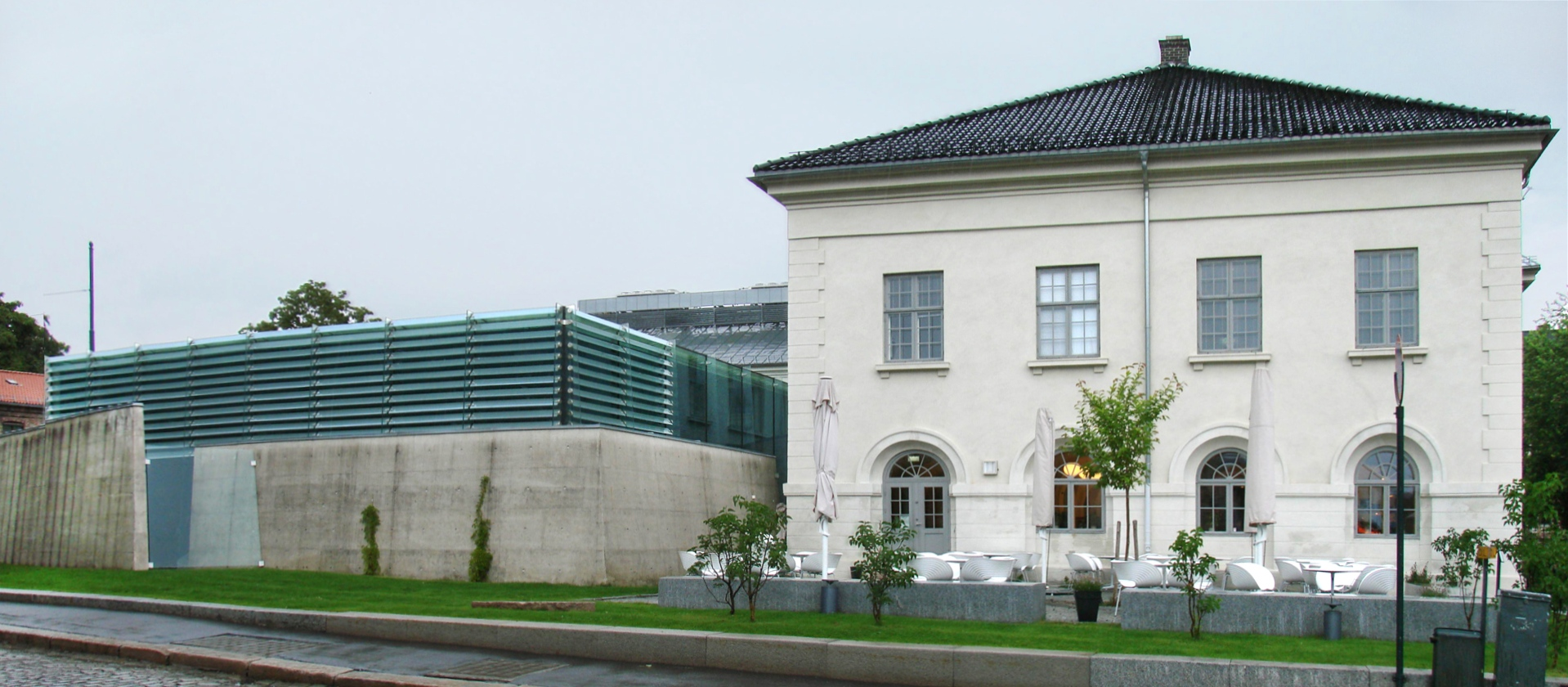
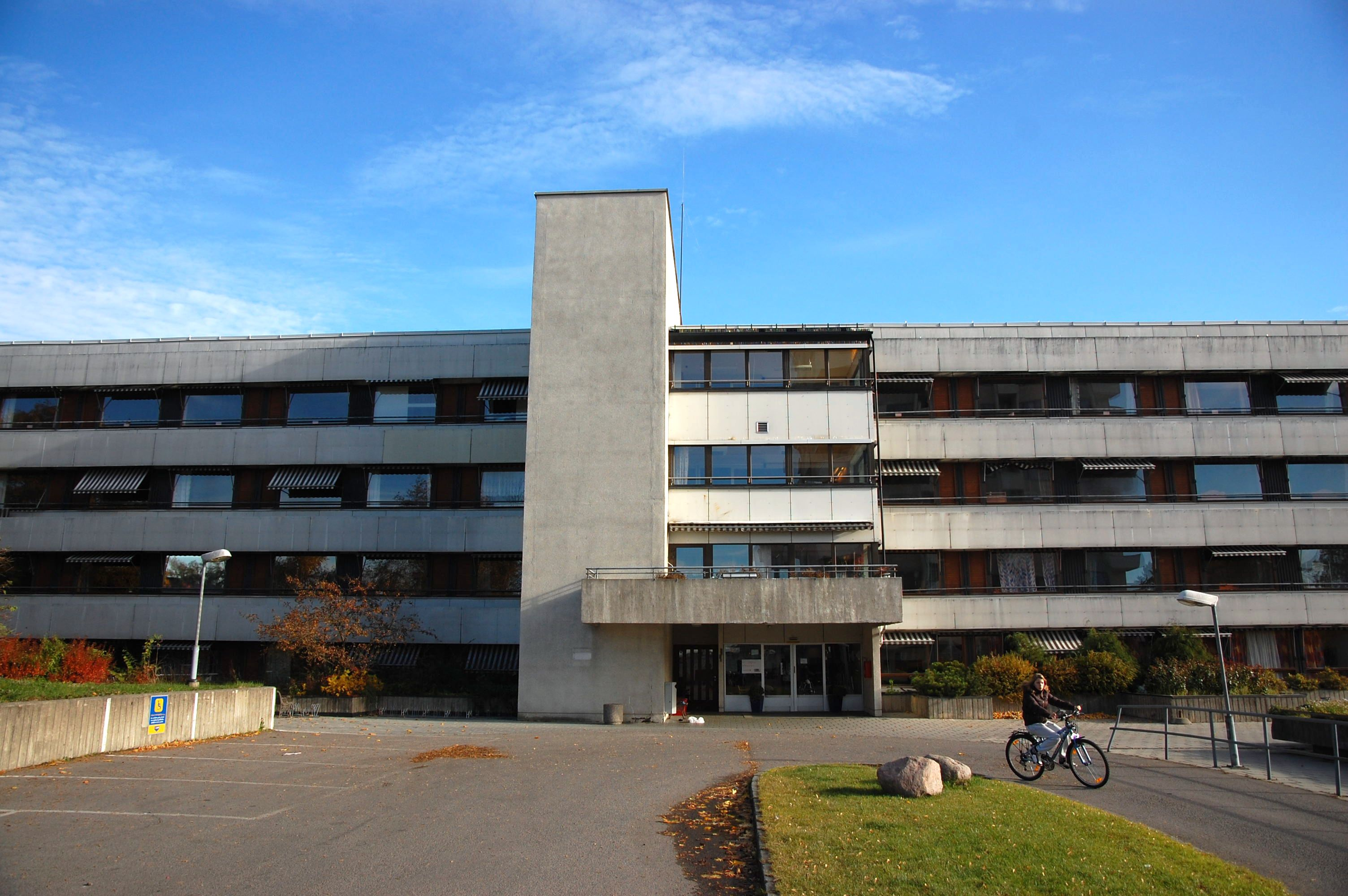
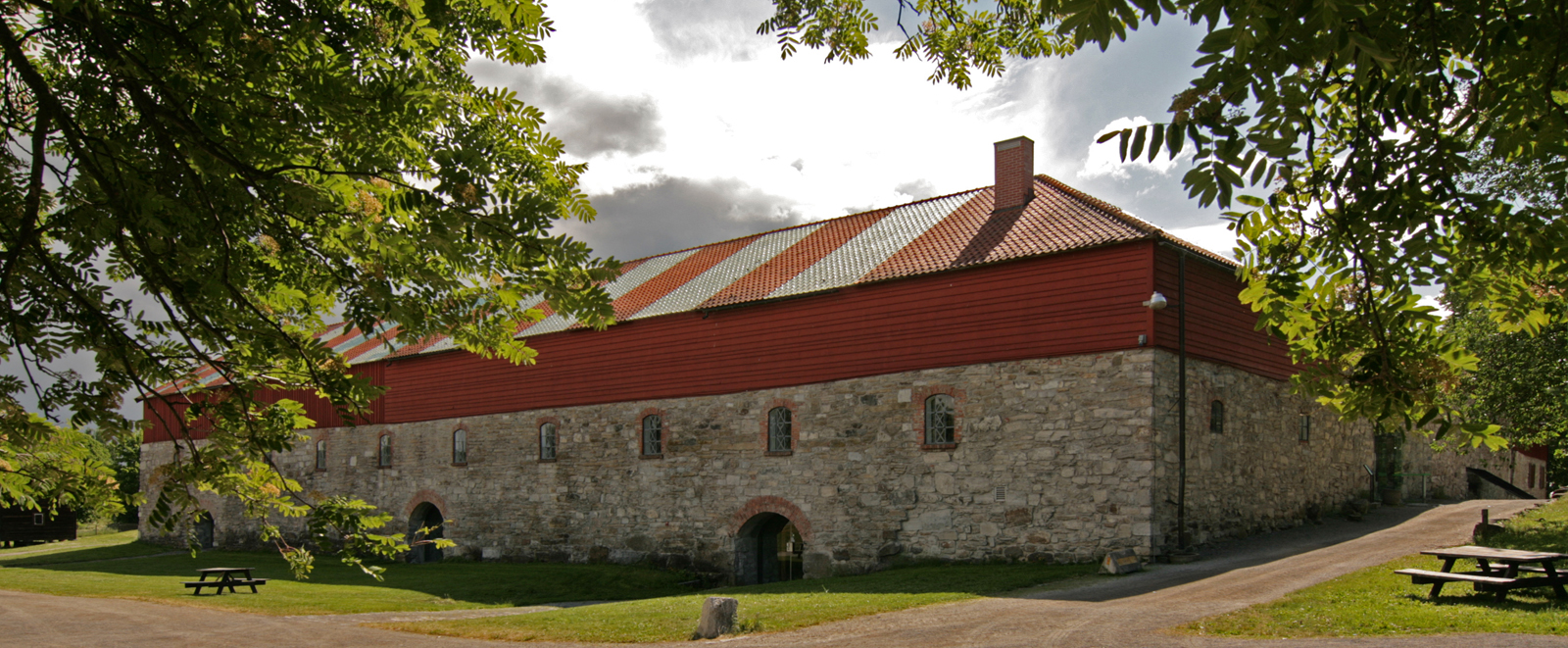

## روابط خارجية
- سفيري فيهن على موقع الموسوعة البريطانية (الإنجليزية)
- سفيري فيهن على موقع مونزينجر (الألمانية)